# Supercoppa spagnola 2014 (pallavolo femminile)
La Supercoppa spagnola 2014 si è svolta il 12 ottobre 2014: al torneo hanno partecipato due squadre di club spagnole e la vittoria finale è andata per la seconda volta consecutiva al Logroño.

## Regolamento
Le squadre hanno disputato una gara unica.

## Squadre partecipanti
| Squadra    | Qualificazione                                            | Ultima partecipazione    |
| ---------- | --------------------------------------------------------- | ------------------------ |
| Ciutadella | Finalista Coppa della Regina 2013-14                      | Supercoppa spagnola 2012 |
| Murillo    | Vincitrice Superliga 2013-14 e Coppa della Regina 2013-14 | Supercoppa spagnola 2013 |

## Torneo
| 12 ottobre 2014 Pal. Deportes de La Rioja, Logroño Durata: 1h:16 - Spettatori: 500 | Murillo | 3 - 0 | Ciutadella | 25-13, 25-13, 25-18 |